# ソブラジーニョEC
ソブラジーニョEC (ポルトガル語: Sobradinho Esporte Clube)は、ブラジル・ブラジリア連邦直轄区ソブラジーニョを本拠地とするサッカークラブである。旧名はボタフォゴ・ソブラジーニョEC (ポルトガル語: Botafogo Sobradinho Esporte Clube)。

## 歴史
1975年1月1日設立。1985年には州選手権で初優勝を果たし、全国選手権2部にも参加した。1996年3月、ボタフォゴFRと業務提携を結んだ。これによりクラブ名はボタフォゴ・ソブラジーニョECに変更された。提携関係の終了後、クラブ名が元に戻された。

## タイトル

### 国内タイトル
- カンピオナート・ブラジリエンセ : 3回
  - 1985, 1986, 2018

- カンピオナート・ブラジリエンセ・セグンダ・ジヴィゾン : 2回
  - 1960, 2003

### 国際タイトル
なし

## 歴代監督
- ジョアン・カルロス・ダ・シウヴァ・ベント 2013-2014
- アウグスト・ペドロ・デ・ソウザ 2017

## 歴代所属選手
- ファボン
- ダニエル
- ゼ・カルロス
- トゥーリオ
- ハファエル・フランシスカッチ
- アナイウソン